# La Llorona (film, 1960)
Pour les articles homonymes, voir La Llorona (homonymie).
Pour plus de détails, voir Fiche technique et Distribution.
La Llorona est un film d'épouvante fantastique mexicain réalisé par René Cardona et sorti en 1960.
Il s'agit d'une adaptation de la pièce La Llorona de Carmen Toscano (es), il raconte l'histoire d'une famille maudite par l'esprit maléfique de Luisa, la « femme qui pleure » de cette histoire. Le film a été tourné à Guanajuato, au Mexique.

## Synopsis
Dans le Mexique du XXe siècle, Felipe (Mauricio Garcés) et Margarita (Luz María Aguilar), jeunes mariés, reçoivent la visite du père de Margarita, Don Gerardo Montes (Carlos López Moctezuma), qui leur raconte l'histoire de La Llorona.
Dans le Mexique du XVIe siècle, Luisa, une Indienne et Espagnole, reçoit la visite de Don Nuño de Montesclaros (Eduardo Farjado), un conquistador espagnol de classe supérieure. Elle tombe tellement amoureuse de cet homme qu'elle quitte sa vie pour repartir à zéro avec Don Nuño. Don Nuño et Luisa ont un garçon et une fille. Don Nuño s'en va cependant, car il doit partir en mission. Quelques jours plus tard, il reçoit la visite d'un des compagnons de conquête de Nuño. Il lui dit que Don Nuño ne rentrera pas chez lui avant longtemps à cause de ses obligations. Soupçonneuse, elle suit le conquistador et arrive dans un palais où elle trouve Don Nuño. Il lui explique qu'il va épouser une nouvelle femme car Luisa n'est pas tout à fait espagnole. Furieuse et le cœur brisé, elle maudit Don Nuño et ses descendants en leur disant que tous les fils premiers-nés de sa lignée seront violemment tués. De retour chez elle, elle poignarde à mort ses propres enfants. Toute la ville l'apprend et Luisa est condamnée à mort.
Gerardo termine l'histoire en disant que le frère de Margarita a été violemment assassiné à l'âge de quatre ans parce qu'il était le premier-né. Felipe croit qu'il s'agit d'un conte populaire, mais la maison reçoit la visite d'une femme vêtue d'une cape noire qui accepte de devenir la nounou du nouveau-né de Felipe et Margarita. Luisa (sous le pseudonyme de « Carmen Asiul ») est acceptée mais projette secrètement d'assassiner le bébé. Elle tente de tuer le bébé à plusieurs reprises, mais échoue à chaque fois. Gerardo se méfie de la nouvelle nounou, car il a l'impression de l'avoir déjà vue, mais ne sait pas où.
Un soir, Felipe et Margarita décident de sortir, laissant seuls Luisa et Gerardo à la maison. Luisa est prête à tuer le bébé avec le même poignard que celui avec lequel elle a tué ses propres enfants. Gerardo se rend compte qu'il s'agit de Luisa et se précipite dans la chambre du bébé. Luisa se retire et lorsque Gerardo ouvre la porte, il découvre que Luisa a disparu et que le poignard est fiché dans le sol. Le bébé en sécurité, les parents à la maison et le fantôme de Luisa parti, Gerardo brûle le poignard et le dessin de Luisa dans un feu. Il se rend compte que la malédiction dont sa famille a souffert pendant des années a enfin disparu.

## Fiche technique
- Titre original espagnol : La Llorona[1],[2]
- Réalisation : René Cardona
- Scénario : Adolfo Torres Portillo d'après la pièce de Carmen Toscano (es)
- Photographie : Jack Draper
- Montage : Jorge Bustos
- Musique : Luis Mendoza López
- Production : José Luis Bueno
- Société de production : Producciones Bueno
- Pays de production :  Mexique
- Langue originale : espagnol
- Format : Noir et blanc - Son mono - 35 mm
- Genre : film d'épouvante fantastique
- Durée : 75 minutes
- Date de sortie :
  - Mexique : 17 novembre 1960

## Distribution
- María Elena Marqués : Luisa del Carmen / La Llorona / Carmen Asiul
- Eduardo Fajardo : Don Nuño de Montes Claros
- Luz María Aguilar : Margarita Montes Claros : Margarita Montes
- Carlos López Moctezuma : Don Gerardo Montes
- Mauricio Garcés : Felipe Arnáiz
- Marina Banquells : Jorgito
- Juan José Martínez Marié : Tristán
- Emma Roldán : María
- Francisco Pando : Frère
- David Reynoso : Juge
- Erna Martha Bauman : Doña Ana
- Manuel Casanueva : Jaime, majordome (non crédité)
- Rubén Márquez : L'autorité à l'époque coloniale

## Production
Il s'agit d'une reprise littérale de la légende de La Llorona (la femme qui pleure), présente dans de nombreux pays d'Amérique latine et en Espagne, symbole de la femme indigène qui a trahi son peuple en devenant la maîtresse d'un conquistador et une mauvaise mère — ici, une très mauvaise mère, « à la Médée » — qui tue les enfants qu'elle a eus avec son amant conquistador espagnol. Reprenant certaines parties de la pièce de Carmen Toscano (es), le film se déroule dans le Mexique contemporain, mais revient quelques siècles en arrière pour raconter la triste histoire de Llorona. Elle est maintenant la nounou du petit-fils d'un descendant de ceux qui l'ont punie et projette de tuer son fils. Détail curieux (typique des films d'horreur mexicains) : le rôle du garçon, Jorgito, est tenu par une fille. María Elena Marqués est à la tête d'une distribution composée d'interprètes espagnols.